# Jean-Marie Sermier

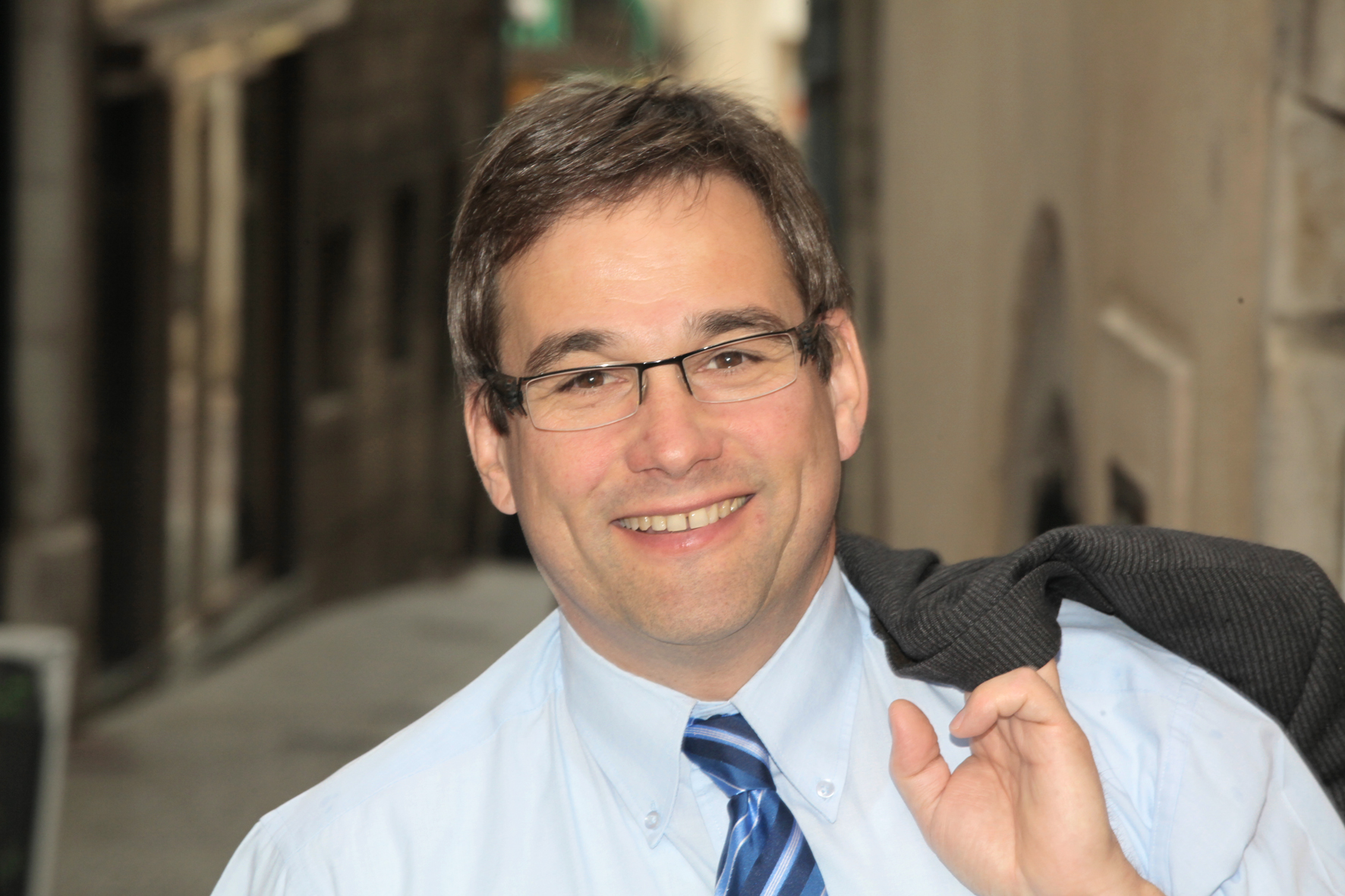
Jean-Marie Sermier

Jean-Marie Sermier (* 5. März 1961 in Nozeroy) ist ein französischer Politiker. Er ist seit 2002 Abgeordneter der Nationalversammlung.
Sermier, dessen Eltern Schweizer Herkunft waren, erwarb in Dijon sein Abitur und studierte danach an einer landwirtschaftlichen Hochschule in Byans-sur-Doubs. Daneben wurde er auf einer Militärbasis in Luxeuil-les-Bains zum Feuerwehrmann ausgebildet. Ab 1983 war er für die Landwirtschaftskammer des Départements Jura tätig. Sermier, der sich bereits zuvor für die Union pour la démocratie française engagiert hatte, unterstützte 1988 die Präsidentschaftskandidatur von Raymond Barre, die jedoch scheiterte. 1989 gelang ihm die Wahl zum Bürgermeister der Gemeinde Cramans, in deren Gemeinderat er seit 1981 vertreten gewesen war. Darüber hinaus zog er 1992 in den Generalrat des Départements Jura ein, zu dessen Vizepräsident er 2001 gewählt wurde. Bei den Parlamentswahlen 2002 kandidierte er im dritten Wahlkreis des Départements für die neugegründete UMP und wurde mit rund 54 Prozent der Stimmen gewählt. 2007, 2012 und 2017 wurde er wiedergewählt, 2022 schied er aus.
Siehe auch: Liste der Mitglieder der Nationalversammlung der 15. Wahlperiode (Frankreich), Liste der Mitglieder der Nationalversammlung der 14. Wahlperiode (Frankreich), Liste der Mitglieder der Nationalversammlung der 13. Wahlperiode (Frankreich) und Liste der Mitglieder der Nationalversammlung der 12. Wahlperiode (Frankreich)